# Бороштень
Бороштень, Бороштені (рум. Boroșteni) — село у повіті Горж в Румунії. Входить до складу комуни Пештішань.
Село розташоване на відстані 253 км на захід від Бухареста, 20 км на захід від Тиргу-Жіу, 105 км на північний захід від Крайови.

## Населення
За даними перепису населення 2002 року у селі проживали 504 особи, усі — румуни. Усі жителі села рідною мовою назвали румунську.